# Museum Het Warenhuis

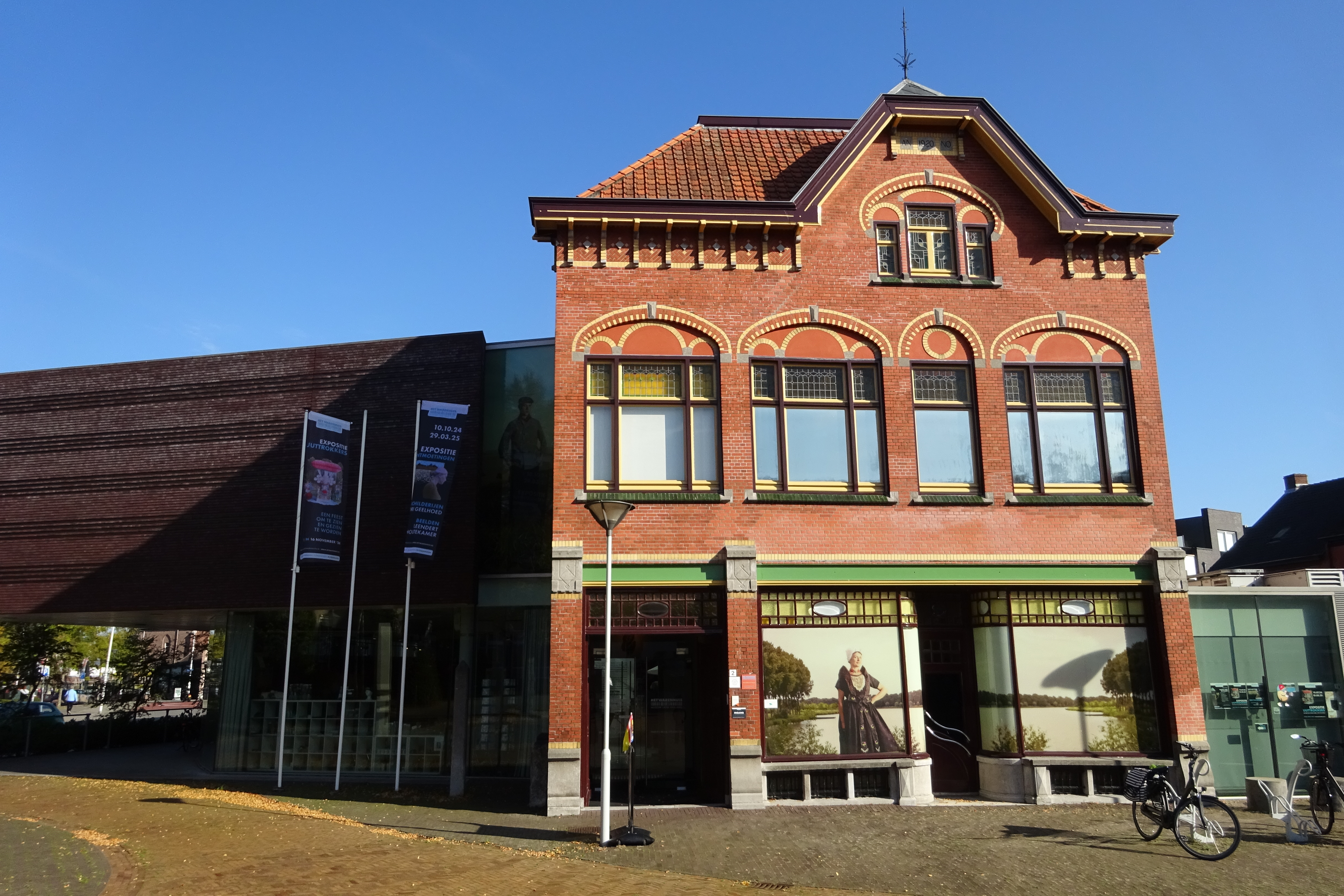
Museum Het Warenhuis in Axel. Rechts schilderswinkel en warenhuis uit 1919, links de nieuwbouw met expositieruimtes uit 2014.

Het Warenhuis is een museum in Axel in de gemeente Terneuzen. Het museum richt zich met name op de geschiedenis van het Land van Axel in de 19e en 20e eeuw. Het is onder andere bekend vanwege de collectie streekdracht. Ook zijn er tijdelijke tentoonstellingen van hedendaagse kunstenaars. Bij het museum behoren tevens de Watertoren en de Stadsmolen. 

## Geschiedenis

### Van Axelse Boerenkamer tot streekmuseum Het Land van Axel
In 1933 werd in Axel een comité opgericht om oude voorwerpen te verzamelen. Dat jaar werd ook de eerste tijdelijke tentoonstelling gehouden. Uit het comité vloeide later de stichting De Axelse Boerenkamer voort die 46 jaar, tot 1979, zou strijden voor een permanente locatie, namelijk het oude postkantoor in de Noordstraat. Op die locatie werd ook de collectie van oude vervoersmiddelen en werktuigen van de vereniging Den Ouden Waogen uit Hulst tentoongesteld. In samenwerking met de gemeente Axel richtten deze twee organisaties het streekmuseum Land van Axel op dat in 1980 werd geopend. In 2001 werd de organisatie omgevormd tot Stichting Het Land van Axel.

### Van Het Land van Axel tot Stichting Cultureel Erfgoed Het Warenhuis
In 2003 werd Axel samengevoegd in de gemeente Terneuzen. De gemeente vormde een bestuurscommissie voor het beheer van de watertoren, waaraan ook de besturen van het museum Het Land van Axel en van de Stadsmolen deelnamen, waarmee de besturen van de drie instellingen integreerden tot de Stichting Cultureel Erfgoed Het Warenhuis. De locatie van het museum in het oude postkantoor aan de Noordstraat voldeed steeds minder en in 2015 betrok het Museum Het Warenhuis een nieuw onderkomen bestaande uit de monumentale panden Markt 2 en Markt 2A met een nieuwbouw die beide panden verbindt.

## Locatie
Het museum is gevestigd in twee monumentale panden met bijbehorende nieuwbouw. De panden Markt 2 en Markt 2A in Axel waren het woonhuis uit 1909 en bijbehorende schilderswinkel en warenhuis uit 1919 van schilder en decorateur Clement Benedictus Antheunis die de panden voorzag van decoraties op muren en plafonds in de stijlen Art deco en Jugendstil.
Bij het Museum Het Warenhuis horen ook de Watertoren uit 1936 op de Kinderdijk en de Stadsmolen aan de Molenstraat.

## Collecties, activiteiten en tentoonstellingen
De collectie van het museum bestaat uit streekdracht en gebruiksvoorwerpen die een beeld geven van de geschiedenis van het Land van Axel in de 19e en 20e eeuw. Het museum biedt educatielessen aan in samenwerking met scholen uit de omgeving.
Het museum presenteert regelmatig tijdelijke tentoonstellingen van hedendaagse kunstenaars die doorgaans een bepaalde band met de regio hebben.

### Tijdelijke tentoonstellingen
- 2018: Het verhaal, Jean Kamps
- 2021: Getekend door de Zee, Johnny Beerens
- 2022: Goed gemutst, Susan Bakx-Plasmans
- 2022: Vak-werk, Fok de Jong
- 2023: Kleur bekennen, met werk van o.a. Anneke van der Feer
- 2023: Was getekend, Jean Kamps
- 2024: Ode aan Nederland, Jimmy Nelson[9]
- 2024: Ontmoetingen, Adri Geelhoed en Leendert Houtekamer
- 2024: Sporen in het landschap van de tijd, Collectief Vier (Jorien Brugmans, Leen van Duivendijk, Johan Klein, Margriet de Vries)